# Tragédie člověka

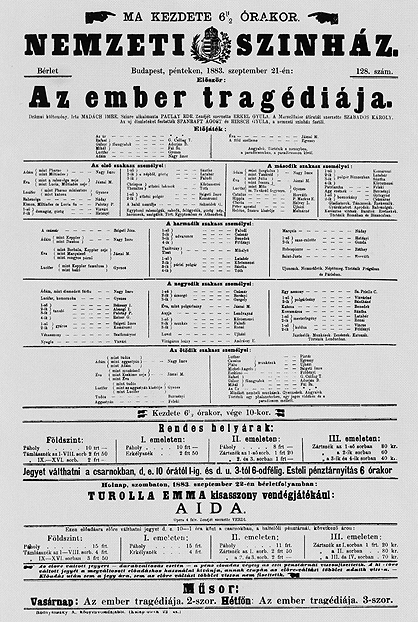
Plakát k první divadelní inscenací hry roku 1883

Tragédie člověka (Az ember tragédiája) je romantická veršovaná divadelní hra maďarského dramatika a básníka Imreho Madáche, jedno z nejvýznamnějších dramat maďarské literatury.
Madách hru napsal v letech 1859–1860, ale záměr napsat toto filosofické drama, hledající odpověď na otázky po smyslu lidských dějin a poslání člověka jako jedince, pojal již na počátku padesátých let po porážce revoluce v letech 1848–1849. Knižní vydání hry roku 1862 (na titulním listu je uvedeno 1861), pro které upravil její text János Arany, Madáche rázem proslavilo. Na divadle však byla více než čtyřhodinová hra uvedena až roku 1883 v Maďarském národním divadle v Pešti. Světový ohlas hra získala po inscenacích ve Vídni roku 1891 a v Hamburku roku 1892. Následovaly překlady do angličtiny, finštiny, italštiny, švédštiny, španělštiny, katalánštiny, francouzštiny, nizozemštiny, ruštiny, bulharštiny, češtiny, slovenštiny, polštiny, rumunštiny, esperanta, jidiš, galicijštiny, arabštiny a do dalších jazyků.

## Charakteristika hry
Tragédie člověka je jedním z vrcholů řady romantických děl, která se snažila filosoficky interpretovat dějiny lidstva použitím historických, mytologických, legendárních i biblických obrazů (Alphonse de Lamartine, Alfred de Vigny, Zygmunt Krasiński nebo Victor Hugo). Svým biblickým rámcem a postavou Lucifera připomíná Goethova Fausta, odlišuje se však od něho svým zaměřením na osud lidstva jako celku.
Dramatický konflikt hry je postaven na dvou biblických postavách: na Adamovi, který představuje víru v nezadržitelnou sílu pokroku, a na Luciferovi, který se snaží tuto viru znegovat. Adam je postavou z řady romantických titánů, který se stal součástí gigantického střetu rozumu a citu, života a zániku i naděje a zoufalství. Ačkoliv jsou Luciferovy argumenty často přesvědčivější než Adamova víra, chce Adam po všech svých zklamáních a prohrách bojovat dál, vyzván k tomu Hospodinem a utvrzen v tom Evou, která mu v nejkritičtější chvíli oznámí, že bude matkou. Hra je tak jedním z prvních článků v radě polemik s filosofií pesimismu v druhé polovině 19. století.

## Obsah hry
Hra se skládá z patnácti obrazů, z nichž první tři a poslední tvoří biblický rámec díla. Ve dvanácti historických a utopických částech se pak Lucifer snaží Adama pomocí snu, který na něho seslal po vyhnání z Ráje, dohnat k nevíře v pokrok. Proto se Adam ve snu mění v různé historické postavy a v různých obdobích je vždy znovu a znovu zklamán lidskou společností.

### I. obraz:Nebe

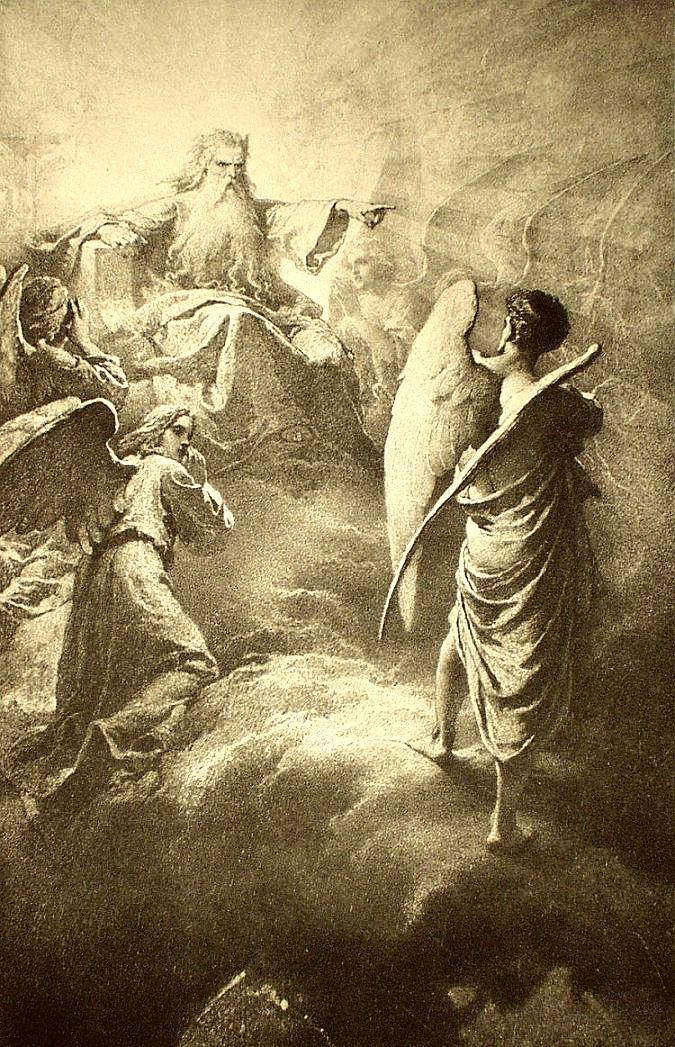
Mihály Zichy: Ilustrace k I. obrazu

V nebi andělé oslavují Hospodina za stvoření světa. Pouze Luciferovi se boží dílo nelíbí a kritizuje ho. Za urážku Boha je z nebe vypovězen, ale získá právo vyzkoušet stvořený svět a především člověka. K tomu získá dva Bohem prokleté stromy – strom poznání a strom věčného života.

### II. obraz:Ráj
Adam s Evou, žijící ve vzájemné lásce v ráji, kde mají zapovězeno jíst jablka ze stromu poznání a ze stromu věčného života. Lucifer je slibem, že se budou podobat Bohu, když jablka z těchto stromů ochutnají, svede k tomu, že boží zákaz poruší. Po ochutnání jablka ze stromu poznání jsou za porušení božího příkazu z ráje vyhnáni.

### III. obraz: Nádherná krajina mimo ráj
Po vyhnání z ráje slíbí Lucifer Adamovi a Evě, že jim ukáže budoucnost světa a odhalí jim cíl lidských činů i smysl lidských útrap. Sešle proto na ně sen, ve kterém se to mají všechno dozvědět.

### IV. obraz:Egypt

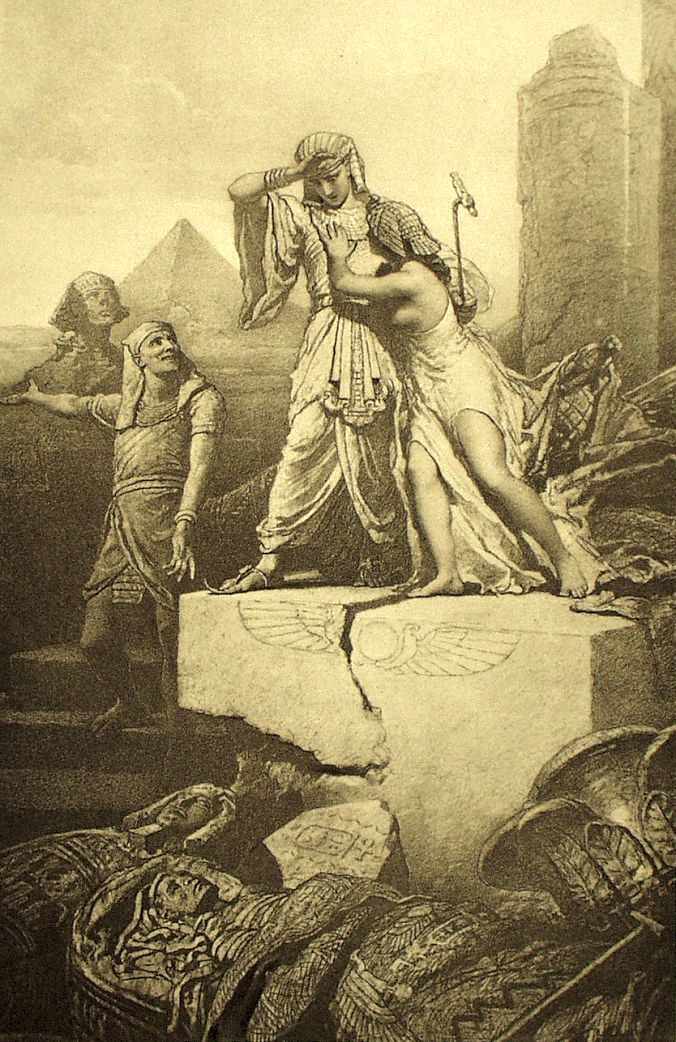
Mihály Zichy: Ilustrace ke IV. obrazu

Adam je faraonem, Lucifer jeho ministrem, Eva ženou otroka. Adam touží po slávě a nechá si stavět pyramidu. Slyší však nářek otroků, kteří na stavbě pracují pod dohledem dozorců s karabáči, a je svědkem toho, jak je manžel Evy dozorci ubit. Lucifer mu pak ukáže, že jako faraon upadne v zapomnění a jeho pyramida že zmizí v písku. Adam se v roli faraona zamiluje do Evy a s obnovenou nadějí žádá Lucifera, aby ho z Egypta vzal do světa, kde všichni žijí v rovnoprávnosti.

### V. obraz:Athény
Adam je athénský vojevůdce Miltiadés, vítěz bitvy u Marathónu, Eva jeho žena Lucia a Lucifer athénský voják. Lucifer obviní z války se vracejícího Miltiada, že táhne na město s vojskem a že Athény zradil. Demagogové ovlivní lid, že se Miltiadés nechal koupit Peršany, a lid Miltiada odsoudí k smrti. Lucifer konstatuje, že jako vláda jednoho vládce byla lepší, než když nyní vládne lid. Adam žádá Lucifera, aby jej uvedl do jiného světa, protože v tomto nemůže mít zdánlivě svobodný člověk vyšší cíle a ideje.

### VI. obraz:Řím
Adam je bohatý Říman, Lucifer jeho přítel a Eva je lehká žena. Všichni se zúčastní hostiny, která nemá daleko k orgiím, a sledují krvavé zápasy gladiátorů, zatímco ve městě řádí mor. Vše svědčí o naprostém úpadku společnosti, což si Adam uvědomuje a je rozčarován. Nakonec najde útěchu ve slovech apoštola Petra a v křesťanství vidí cestu k nápravě.

### VII. obraz:Konstantinopol
Adam jako Tankred přichází s dalšími rytíři v čele křižáckých vojsk do Konstantinopole. Lucifer je jeho zbrojnoš a Eva je vznešená dívka, kterou Adam zachrání před znásilněním, zamiluje se do ní, ale dívka musí odejít na základě slibu svého otce do kláštera. Adam je zděšen z toho, že svatý Kříž, symbol náboženství lásky, se zdeformoval do „krvežíznivého kříže“ a učení církve zdegenerovalo do rigidních a nelidských dogmat, na jejichž základě dochází k upalování kacířů. Adam žádá Lucifera, aby ho z tohoto strašného světa odvedl do světa vědy, ve které vidí naději.

### VIII. obraz:Praha
V tomto obraze vystupuje Adam jako slavný astronom Johannes Kepler, Eva jako jeho žena Barbora a Lucifer jako jeho fámulus. Přestože je Kepler velkým vědcem, je nucen, aby se uživil, vyrábět pro své vysoce postavené klienty (mezi nimi i pro císaře Rudolfa) horoskopy. Eva žije jako koketní dáma a přestože se schází s jinými muži, Kepler ji stále miluje. Na konci obrazu Kepler doufá, že přijde svět, který smete staré pořádky a nastolí skutečnou svobodu, a zmožený vínem usíná.

### IX. obraz:Paříž

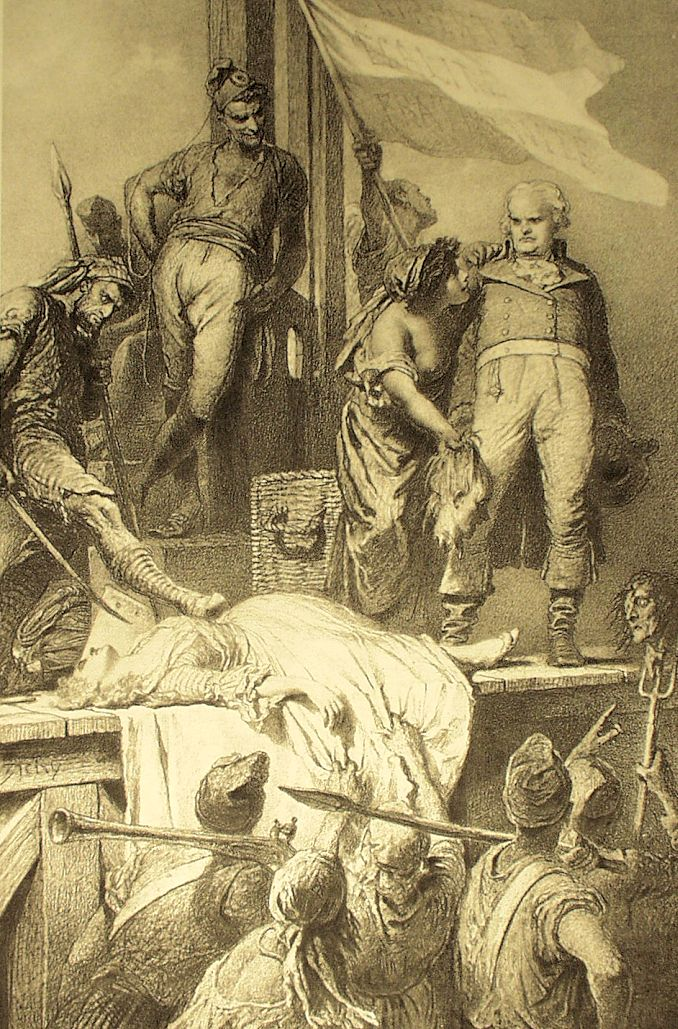
Mihály Zichy: Ilustrace k IX. obrazu

Tento obraz je snem ve snu. Keplerovi z předcházejícího obrazu se zdá, že je jedním z vůdců francouzské revoluce, Dantonem. Stojí na popravišti na Place de Grève, kde byl před chvílí popraven jeden z velitelů revolučního vojska za to, že prohrál bitvu, a má proslov k lidu, Lucifer stojí poblíž něho jako kat. Danton vyzývá ve jménu hesla Volnost, rovnost, bratrství zfanatizovaný lid k obraně revoluce. Dav přivleče šlechtice s jeho sestrou, kterou představuje Eva. Danton se do ní zamiluje a snaží se ji zachránit před popravou, Eva je však jedním z revolucionářů zavražděna. Lid žádá Dantona, aby jej vedl na konvent. Otrhaná a rozvášněná prostá žena, představovaná opět Evou, přináší hlavu člověka, který chtěl údajně Dantona zavraždit, a žádá za odměnu strávit s Dantonem noc. Tu se objeví Robespierre, Saint-Lust a další představitelé Konventu a obviní Dantona ze zpronevěry a lásce k aristokracii. Lid, doposud považující Dantona za svého vůdce, žádá jeho smrt. Danton sklání hlavu pod gilotinu, ale před smrtí ještě varuje Robespierra a ostatní, že jej budou brzy následovat.

### X. obraz:Praha(podruhé)
Kepler se probouzí ze svého snu. I když je zděšen krvavými oběťmi francouzské revoluce, dívá se do budoucnosti s optimismem. Před odchodem do dalšího světa jej navštíví jeho nejlepší žák, kterému Kepler slíbil, že jej pro jeho pilnost zasvětí do problémů vědy více než ostatní. Vysvětluje mu omezenost poznání, protože nikdo na světě není schopen vcelku pochopit tajemství přírody, a nabádá ho, aby myslel samostatně a ne pod vlivem starých poznatků.

### XI. obraz:Londýn
Z dnešního hlediska se tento obraz odehrává v minulosti, ale v době vytvoření hry šlo o Madáchovu současnost. Adam a Lucifer jsou dva bezejmenní dělníci, stojící na jedné z bašt Toweru. Adam je šťastný, že v průmyslové Anglii a v kapitalismu volné soutěže konečně našel svět, kde se každý člověk může uplatnit. Když však oba vyjdou z Toweru na tržiště, Adam brzy ztratí i o tomto světě iluze. Je svědkem hádky dělníků o strojích, které jim podle názorů jednoho z nich berou práci, a stížností na boháče, kteří pijí dělníkům krev. Vidí prostitutky a žebráky, kteří se hádají o místo k provozování své „živnosti", a fabrikanty, kteří se snaží zvýšit si zisk snížením mezd, nebo zhoršením kvality svých výrobků. Objevuje se Eva jako měšťanská dcera, která přijme Adamovu náklonnost teprve poté, co jej Lucifer představí jako bohatého pána. Na konci obrazu se celé tržiště změní na skupinky lidí, kteří si kromě Evy uprostřed scény kopou hrob, tancují okolo něho a potom se do něho vrhají.

### XII. obraz:Falanstéra

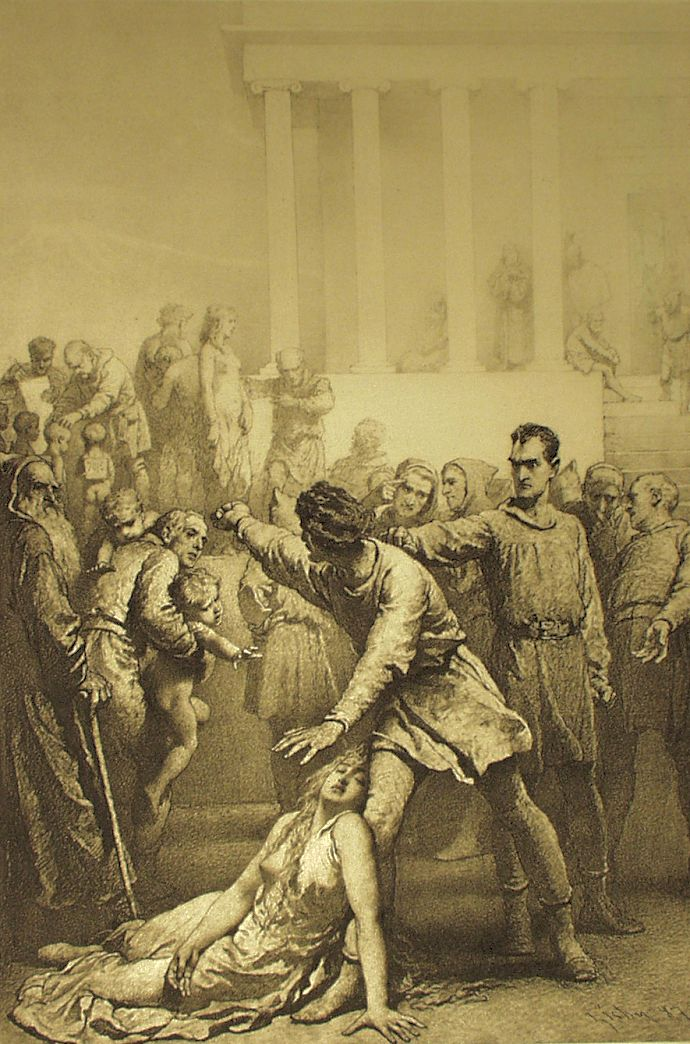
Mihály Zichy: Ilustrace k XII. obrazu

Další tři obrazy jsou z budoucnosti. První z nich se odehrává na náměstí uprostřed velké falanstéry, ve které společně žijí a pracují příslušníci tzv. falangy na základě představ francouzského utopického socialisty Charlese Fouriera. Adam je zpočátku nadšený kolektivistickou společností, do které přichází s Luciferem jako vědec z jiné falangy, brzy však zjistí, že jde o nelidský svět, bojící se svého zániku. Veškerá činnost lidstva je zaměřena na nalezení nového zdroje tepla, protože Slunce za čtyři tisíce let vychladne. Proto jsou zbytečné věci zničeny, nepotřebné květiny a zvířata byla umístěna do muzea a naživu zůstala pouze ta, které lidstvo potřebuje a která doposud věda nedokázala nahradit. Lidé jsou označeni čísly a jsou stejně oblečeni, všichni sice z práce těží stejně, skutečné talenty však společnost potlačuje (například Michelangelo musí celý život vyrábět stejné nohy ke stoličkám). Děti jsou v určitém věku matkám odnímány pro společnou výchovu k určenému zaměstnání. Jednu takto postiženou matku představuje Eva. Emoce jsou považovány za nemoc a Adama s Evou, kteří si vyznají lásku, chtějí vědci poslat do nemocnice. Adam s Luciferem ze světa uprchnou.

### XIII. obraz:Vesmír
Na základě Adamova přání opustit pozemský kal a vzlétnout do vyšších sfér, letí Adam jako stařec s Luciferem vesmírem stále dál a dál od Země. Duch země Adama varuje, že pokud bude pokračovat v cestě, zahyne, protože odtržení do Země znamená smrt. Adam nedbá varování a náhle stuhne. Lucifer již slaví vítězství, ale Duch země Adama probere a Adam se chce přes Luciferovy argumenty vrátit zpět na Zem a dále bojovat.

### XIV. obraz:Doba ledováv budoucnosti
Adam jako stařec sestupuje s Luciferem z hor. Krajina je bez jediného stromu a je pokrytá ledem a sněhem. Nad vším je vyhasínající červené Slunce. Lucifer Adamovi vysvětluje, že snaha vědců (viz XII. obraz) lidstvu nepomohla. Adam se na tento svět, ve kterém se člověk snaží jen přežít svůj bezútěšný život, vedený pouze svými fyzickými instinkty, dívá s hrůzou. Potká Eskymáka, který se mu přizná k tomu, že z důvodů obživy pobil své sousedy. V jeho chatrčí najde Adam Evu jako Eskymákovu ženu. Adam ji nechce obejmout, protože za jejím objetím tuší divou zvěř, a chce se vrátit do své přítomnosti, aby již neviděl žádné další marné boje. Lucifer budí Adama ze snu, který právě skončil.

### XV. obraz: Opět nádherná krajina mimo ráj

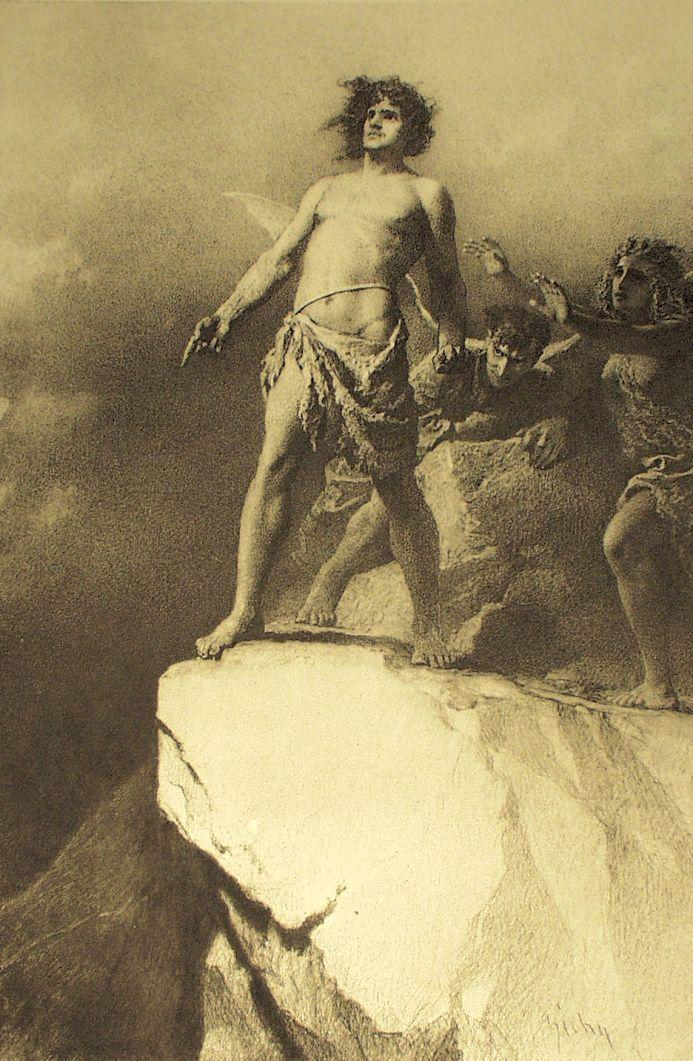
Mihály Zichy: Ilustrace k XV. obrazu

Po probuzení propadá Adam skepsi k možnostem lidského pokroku. Luciferovy argumenty jsou zdrcující a popírají existenci lidské svobodné vůle. Adam chce ze zoufalství spáchat sebevraždu skokem z útesu, ale zastaví jej prohlášení Evy, že bude matkou. Přesto je Adam mučen otázkou, zda se jeho hrozný sen nenaplní, a žádá Hospodina, aby mu to řekl. Hospodin skrývá boží tajemství, a tak mu místo odpovědi dá naději slovy: „Člověče, věř si, bojuj, vytrvej!“, což Adama utvrdí v myšlence, že po pádu je nutno znovu vsát a dále bojovat.

## Adaptace

### Film
- Az ember tragédiája (1969, Tragédie člověka), maďarský film, režie Miklós Szinetár.
- Angyali üdvözlet (1984, Zvěstování), maďarský film, režie András Jeles.
- Az ember tragédiája (2011, Tragédie člověka), maďarský animovaný film, režie Marcell Jankovics.[4]

### Hudba
- Az ember tragédiája (1970, Tragédie člověka), opera maďarského skladatele Györgyho Ránkiho.[5]

## Česká vydání a inscenace
- Tragédie člověka, divadelní inscenace, Praha: Národní divadlo 1892, překlad František Brábek a Jaroslav Vrchlický, režie František Karel Kolár.[6]
- Tragédie člověka, Praha: Jan Otto 1893, přeložil František Brábek, druhé vydání 1904.
- Tragédie člověka, Praha: SNKLHU 1960, přeložil Kamil Bednář a Ladislav Hradský.